# 布雷登贝格
布雷登贝格是德国下萨克森州的一个市镇。总面积8.92平方公里，总人口773人，其中男性387人，女性386人（2011年12月31日），人口密度87人/平方公里。